# Charta von Florenz (GVO-Koexistenz)
Die Charter of the Regions and Local Authorities of Europe on the Subject of Coexistence of Genetically Modified Crops with Traditional and Organic Farming ist eine Erklärung von Regionen verschiedener europäischer Staaten, darunter aller Präfekturen Griechenlands. Sie beinhaltet die Ablehnung des Anbaus genetisch veränderte Pflanzen in diesen Regionen. Formuliert und beschlossen wurde das Dokument am 4. Februar 2005 in Florenz.
Ins Deutsche übersetzt bedeutet der Titel in etwa ‚Charta regionaler Regierungen und kommunaler Autoritäten in Europa über die Koexistenz gentechnisch modifizierter Pflanzen mit traditionellem und organischem Landbau‘. Meist wird sie Charta von Florenz oder Charta der gentechnikfreien Regionen genannt.

## Inhalt des Dokuments
Prioritäre Forderungen, die das Netzwerk an die Europäischen Institutionen gestellt hat, sind:
1. Definition von Maßnahmen zur Vermeidung von Wettbewerbsverzerrungen unter Berücksichtigung des Subsidiaritätsprinzips
2. klare Spezifizierung der Verantwortlichen im Falle der Verunreinigung von Produkten aus konventionellem oder aus ökologischem Landbau durch genetisch veränderte Nutzpflanzen (auf Basis des Verursacherprinzips – „the polluter pays“)
3. Ergreifen von Maßnahmen, um das Vorhandensein von GVO im Saatgut für konventionellen sowie für den ökologischen Landbau zu vermeiden
4. Zustimmung, dass die europäischen Regionen selbst ihre Gebiete oder Teile davon GVO-frei definieren können, unter Berücksichtigung der wirtschaftlichen und umweltrelevanten Besonderheiten und der Anerkennung der Zuständigkeiten in jedem Mitgliedstaat.

## Geschichte
2003 wurden seitens der EU Leitlinien für die Koexistenz gentechnisch veränderter, konventioneller und ökologischer Kulturen (Richtlinie 2003/556/EG vom 23. Juli 2003) formuliert. Daraufhin war am 4. November 2003 in Bilbao das Europäische Netzwerk der gentechnikfreien Regionen geschaffen worden, mit dem Zweck, eine gemeinsame
Position bezüglich biologischer, konventioneller und Gentechnik-Landwirtschaft (Kultur gentechnisch veränderter Pflanzen, GVO, engl. GTO) festzulegen.
Auf der 3. Konferenz in Florenz wurde die Florenz-Charta formuliert und beschlossen, in der die zu diesem Zeitpunkt 20 Regionen – regionale Regierungen und kommunale Autoritäten, von denen viele nicht über die Befugnis zum Erlass von Rechtsvorschriften für die in der Politik der EU formulierte Koexistenz (Empfehlung 2003/556/EG enthaltenen allgemeinen Grundsätze) unterschiedlicher Anliegen verfügen – das Bekenntnis zu Gentechnikfreiheit ausdrückten. Ausformuliert wurden die gemeinsamen Ziele mit der Deklaration von Rennes (4.) und der Schlusserklärung von Turin. (5.)
2008 wurde das Europäische Büro für Koexistenz (am Institute for Prospective Studies des JRC, kurz IPTS-JRC, in Sevilla) eingerichtet, das die Wirksamkeit technischer Koexistenzmaßnahmen weiter verbessern soll. Mit der abgewiesenen Aufhebung des Anbauverbotes 2009 einer speziellen Maissorte, die in Österreich, Ungarn und dann Frankreich untersagt worden war, wurden diese Anliegen auch gegenüber der Gemeinschaft durchgesetzt, die ein allgemeines Verbot der Gentechnik im Prinzip nicht zulässt, aber auch die Autonomie der Regionen zu respektieren versucht.
Mit der Empfehlung 2010/C 200/01, die die alte 2003/556/EG aufheben würde (noch nicht von Ministerrat und Parlament angenommen 10/2010), und „geeignete Maßnahmen“ in „ihren regionalen und nationalen Besonderheiten und den spezifischen örtlichen Bedürfnissen“ ausdrücklich nahelegt, ist zumindest der 4. Punkt der Forderungen der Charta von Florenz die offizielle Meinung der EU-Kommission geworden. Laut einem im November 2010 vorgelegten Gutachten des juristischen Dienstes des Europäischen Rats verstoßen die Pläne der EU-Kommission gegen die Welthandelsverträge.

## Nationale Umsetzung

### Deutschland
Obschon Schleswig-Holstein zu den Gründungsmitgliedern gehörte, ist es am 28. September 2005 (B2.) wieder ausgetreten. Am 31. Juli 2012 ist das Bundesland nach einem Regierungswechsel wieder beigetreten.
Thüringen ist dem Netzwerk auf dessen 8. Jahreskonferenz am 23. November 2010 in Wien beigetreten.
Nordrhein-Westfalen trat am 10. Oktober 2011 dem Netzwerk bei.
Baden-Württemberg trat am 11. Oktober 2012 dem Netzwerk bei.
Rheinland-Pfalz und das Saarland traten am 22. Mai 2013 dem Netzwerk bei.
Niedersachsen trat am 29. Januar 2014 dem Netzwerk bei.
Bayern trat am 10. April 2014 dem Netzwerk bei.
Hessen trat am 21. Mai 2014 dem Netzwerk bei.
Bremen trat am 5. Mai 2015 dem Netzwerk bei.
Hamburg trat am 7. Mai 2015 dem Netzwerk bei.

### Österreich
Oberösterreich, neben dem Land Salzburg Gründungsmitglied des Netzwerkes, gehört von Anfang an mit der Toskana zu den treibenden Kräften der Aktion gentechnikfreie Regionen. Im Laufe der Jahre sind alle neun Bundesländer beigetreten, zuletzt Vorarlberg 2007, sodass Österreich sich vollständig zur Gentechnikfreiheit bekannt hat. Damit wurde das Anliegen von einem regionalen auch zu einem nationalen, das die Initiativen des Bundes ebenso umfasst wie die Haltung Österreichs gegenüber der EU. Schon 2004/2006 wurde die Österreichische Charta für Gentechnikfreiheit formuliert, 1997 das Gentechnik-Volksbegehren mit mehr als 1,2 Millionen Stimmen angenommen, und mit der abgewiesenen Aufhebung des österreichischen Anbauverbotes einer speziellen Maissorte März 2009 diese Richtlinien auch gegenüber der Gemeinschaft durchgesetzt. Die neue Empfehlung 2010/C 200/01 lässt ausdrücklich zu, „weite Bereiche vom Anbau genetisch veränderter Organismen auszunehmen [… wenn …] die Maßnahmen […] im Verhältnis zu dem angestrebten Ziel stehen, nämlich bestimmte Bedürfnisse der Landwirte zu schützen, die konventionellen beziehungsweise ökologischen Anbau betreiben.“ Das kommt der traditionell kleinparzellig strukturierten Landwirtschaft Österreichs ebenso entgegen wie dem weltweit zweithöchsten Anteil (13 %) ökologisch bewirtschafteter Anbaufläche und den eng mit dem Kulturland verzahnten Natur- und Umweltschutzgebieten, wodurch sich gentechnisch veränderte Organismen kaum sauber isoliert kultivieren lassen.
Seit 2008 sind neben dem Gentechnikgesetz (GTG) und einer Nationalen Koexistenz-Strategie die Anliegen der Charta von Florenz auf Landesebene mit den Gentechnik-Vorsorgegesetzen verankert, die eine EU-konforme Handhabe zur Pflege der agrarproduktiven Stärken Österreichs darstellen. Im Jahr 2015 wurde das Gentechnikverbot im Nationalrat als Verfassungsgesetz beschlossen. Es fehlt nur die Bestätigung durch den Bundesrat. Damit wäre Österreich der erste EU-Staat, der nach der EU-Regelung seine Selbstbestimmung ausnützt.

### Griechenland
Nachdem bei der Konferenz der Versammlung der Regionen Europas in Brüssel 17. Mai 2005 (B1.) der Dachverband der griechischen Präfekturen (ENAE – Ένωση Νομαρχιακών Αυτοδιοικήσεων Ελλάδος) beigetreten ist, ist Griechenland das erste Land der EU, das sich vollständig zur Gentechnikfreiheit bekannt hat. Die Präfekturen Thrakien (Thráki) und Rhodopen (Rhodopi) waren schon Gründungsmitglieder des Netzwerkes gewesen.

### Frankreich
In Frankreich sind 17 der 25 Regionen Mitglied im Netzwerk, der Rest des Staatsgebietes ist außerhalb der Charta von Florenz als gentechnikfrei deklariert. Nach Griechenland und Österreich war Frankreich das dritte Land der EU, das eine regionale Lösung vollständig umgesetzt hat.

### Italien
11 der 20 Regionen Italiens haben die Charta unterzeichnet, darunter ganz Mittelitalien.

## Liste der unterzeichnenden Regionen
| Region                                              | Staat                  | Mitgliedschaft                                                          |
| --------------------------------------------------- | ---------------------- | ----------------------------------------------------------------------- |
| Aquitaine                                           | Frankreich             | 4. Nov. 2003 (1.)                                                       |
| Euskadi/País Vasco (Baskenland)                     | Spanien                | 4. Nov. 2003 (1.)                                                       |
| Limousin                                            | Frankreich             | 4. Nov. 2003 (1.)                                                       |
| Marche                                              | Italien                | 4. Nov. 2003 (1.)                                                       |
| Oberösterreich                                      | Österreich             | 4. Nov. 2003 (1.)                                                       |
| Salzburg                                            | Österreich             | 4. Nov. 2003 (1.)                                                       |
| Schleswig-Holstein(SH)                              | Deutschland            | 4. Nov. 2003 (1.) nicht zwischen 28. Sept. 2005 und 31. Jul. 2012 (B2.) |
| Thráki-Rhodopi                                      | Griechenland           | 4. Nov. 2003 (1.)                                                       |
| Toscan                                              | Italien                | 4. Nov. 2003 (1.)                                                       |
| Wales                                               | Vereinigtes Königreich | 4. Nov. 2003 (1.)                                                       |
| Burgenland                                          | Österreich             | 28. Apr. 2004 (2.)                                                      |
| Highlands and Islands                               | Vereinigtes Königreich | 28. Apr. 2004 (2.)                                                      |
| Bretagne                                            | Frankreich             | 4. Feb. 2005 (3.)                                                       |
| Emilia-Romagna                                      | Italien                | 4. Feb. 2005 (3.)                                                       |
| Île-de-France                                       | Frankreich             | 4. Feb. 2005 (3.)                                                       |
| Latium                                              | Italien                | 4. Feb. 2005 (3.)                                                       |
| Poitou-Charentes                                    | Frankreich             | 4. Feb. 2005 (3.)                                                       |
| Sardegna/Sardíngia                                  | Italien                | 4. Feb. 2005 (3.)                                                       |
| Steiermark                                          | Österreich             | 4. Feb. 2005 (3.)                                                       |
| Südtirol/Alto Adige                                 | Italien                | 4. Feb. 2005 (3.)                                                       |
| Principado de Asturias                              | Spanien                | 17. Mai 2005 (B1.)                                                      |
| Bourgogne                                           | Frankreich             | 17. Mai 2005 (B1.)                                                      |
| Centre-Val de Loire                                 | Frankreich             | 17. Mai 2005 (B1.)                                                      |
| ENAE – Dachverband der griechischen Präfekturen(GR) | Griechenland           | 17. Mai 2005 (B1.)                                                      |
| Kärnten                                             | Österreich             | 17. Mai 2005 (B1.)                                                      |
| Liguria                                             | Italien                | 17. Mai 2005 (B1.)                                                      |
| Midi-Pyrénées                                       | Frankreich             | 17. Mai 2005 (B1.)                                                      |
| Umbria                                              | Italien                | 17. Mai 2005 (B1.)                                                      |
| Haute-Normandie                                     | Frankreich             | 28. Sep. 2005 (B1.)                                                     |
| Molise                                              | Italien                | 28. Sep. 2005 (B2.)                                                     |
| Wien                                                | Österreich             | 28. Sep. 2005 (B2.)                                                     |
| Abruzzo                                             | Italien                | 30. Nov. 2005 (4.)                                                      |
| Basse-Normandie                                     | Frankreich             | 30. Nov. 2005 (4.)                                                      |
| Franche-Comté                                       | Frankreich             | 30. Nov. 2005 (4.)                                                      |
| Menorca                                             | Spanien                | 30. Nov. 2005 (4.)                                                      |
| Niederösterreich                                    | Österreich             | 30. Nov. 2005 (4.)                                                      |
| Nord-Pas-de-Calais                                  | Frankreich             | 30. Nov. 2005 (4.)                                                      |
| Pays-de-la-Loire                                    | Frankreich             | 30. Nov. 2005 (4.)                                                      |
| Piemonte                                            | Italien                | 30. Nov. 2005 (4.)                                                      |
| Rhône-Alpes                                         | Frankreich             | 30. Nov. 2005 (4.)                                                      |
| Tirol                                               | Österreich             | 30. Nov. 2005 (4.)                                                      |
| Sisak-Moslavina                                     | Kroatien               | 18. Mai 2007 (5.)                                                       |
| Vorarlberg                                          | Österreich             | 18. Mai 2007 (5.)                                                       |
| Thüringen                                           | Deutschland            | 23. Nov. 2010                                                           |
| Nordrhein-Westfalen                                 | Deutschland            | 10. Okt. 2011                                                           |
| Baden-Württemberg                                   | Deutschland            | 11. Okt. 2012                                                           |
| Rheinland-Pfalz                                     | Deutschland            | 22. Mai 2013                                                            |
| Saarland                                            | Deutschland            | 22. Mai 2013                                                            |
| Korsika                                             | Frankreich             | (?)                                                                     |
| Lorraine                                            | Frankreich             | (?)                                                                     |

- Quelle: Land Salzburg/Büro Brüssel, Stand 2008[1]
- kursiv: Erstunterzeichner 2005